# Pisulia gitteae
Pisulia gitteae är en nattsländeart som beskrevs av Stoltze 1989. Pisulia gitteae ingår i släktet Pisulia och familjen Pisuliidae. Inga underarter finns listade i Catalogue of Life.